# Scheidetrichter

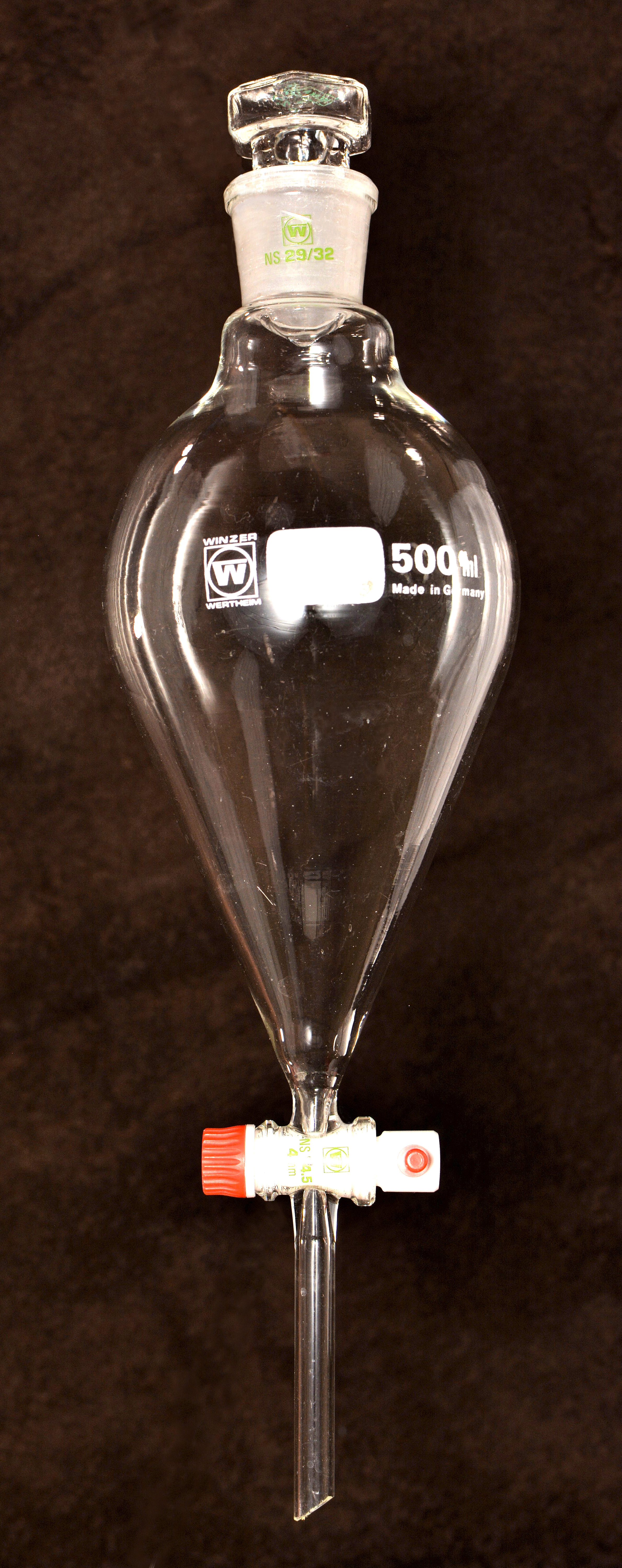
Scheidetrichter nach Squibb

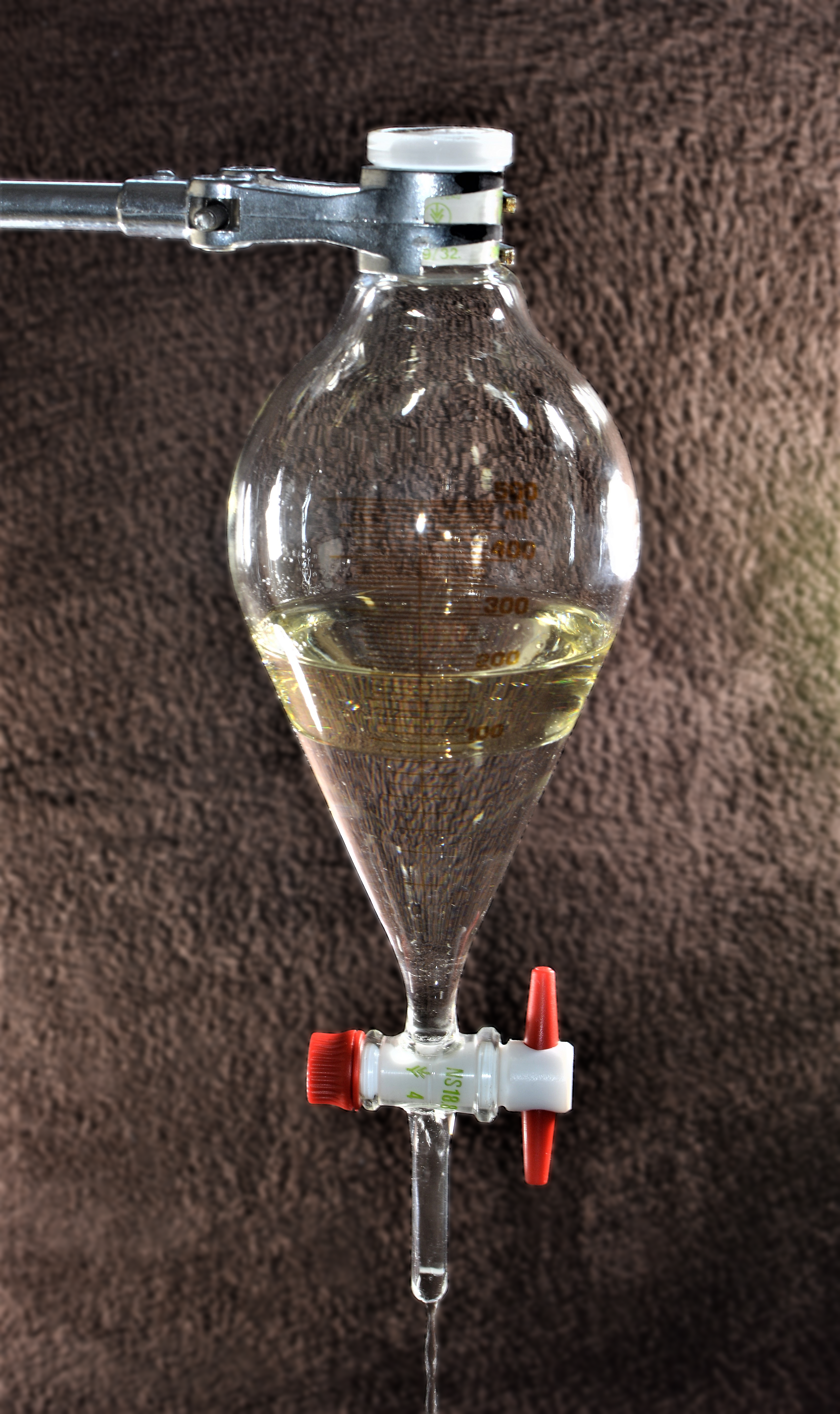
Scheidetrichter nach Squibb im Gebrauch. Die organische Phase (oben, gelb) hat eine geringere Dichte als die wässrige Phase (unten, farblos). Die wässrige Phase wird über den Hahn abgelassen.

Ein Scheidetrichter (auch Schütteltrichter, Phasenseperationstrichter) ist ein Glasbehälter, der im chemischen Labor zur Trennung nicht mischbarer Flüssigkeiten verwendet wird.
Das Gerät hat oben einen Normschliff, der mit einem Stopfen verschlossen werden kann, und unten einen Hahn. Werden zwei nicht mischbare Flüssigkeiten (zwei Phasen) eingefüllt (z. B. Wasser und Öl), so sammelt sich die Flüssigkeit mit der größeren Dichte unten an (bei Wasser und Öl also das Wasser) und kann über den Hahn in ein anderes Gefäß abgelassen werden. Die nach unten schmaler werdende konische Form des Scheidetrichters erleichtert eine exakte Trennung, also das Schließen des Hahnes, gerade bevor die leichtere Phase anfängt auszurinnen.

## Verwendung
In der organisch-chemischen Laboratoriumstechnik wird der Scheidetrichter verwendet, um Stoffe aus einer Lösung zu extrahieren: Dazu gibt man ein Lösemittel hinzu, welches den zu extrahierenden Stoff besser löst, jedoch nicht in der vorherigen Lösung mischbar ist. Nach mehrmaligem Schütteln, Phasentrennung, Ablassen und Hinzugabe von frischem Lösemittel ist der zu extrahierende Stoff in dem neuen Lösemittel angereichert. Dieses Verhalten wird für den gelösten Stoff mit dem Nernstschen Verteilungssatz beschrieben. Diese im Laborjargon „Ausschütteln“ genannte Flüssig-Flüssig-Extraktion ist ein Stofftrennverfahren und eine Reinigungsmethode.

1. Der Scheidetrichter wird in einen Stativring eingehängt und über einen Trichter befüllt. Zuerst wird die zu trennende Lösung (Extraktionsgut) eingefüllt. Anschließend wird das Lösungsmittel (Extraktionsmittel) eingefüllt.
2. Der Scheidetrichter wird mit einem passenden Stopfen verschlossen.
3. Der Scheidetrichter kann nun aus dem Stativring genommen werden. Der Scheidetrichter wird so positioniert, dass sich der Schliff unten befindet und der Auslass vom Gesicht weggerichtet ist. Der Stopfen wird dabei mit der Hand fixiert. Der Scheidetrichter kann nun kurz leicht geschüttelt werden.
4. Daraufhin sollte der Scheidetrichter durch langsames Öffnen des Hahns entlüftet werden.
5. Nachdem der Hahn wieder geschlossen wurde, kann der Scheidetrichter kräftiger geschüttelt werden.
6. Danach sollte erneut entlüftet werden. Der Vorgang des Schüttelns und des Entlüftens ist so lange zu wiederholen, bis sich kein Druck mehr aufbaut.
7. Anschließend kann der Scheidetrichter wieder in den Stativring gesetzt werden. Nun wird so lange gewartet, bis sich zwei Phasen gebildet haben.
8. Wenn sich die Phasen gebildet haben, kann der Stopfen abgenommen werden.
9. Die Phasen werden nun einzeln in separate Gefäße abgefüllt. Der gesamte Vorgang ist ggf. mehrfach mit frischem Lösungsmittel (Extraktionsmittel) zu wiederholen.[2][3]